# Scaevola
Scaevola ist das Cognomen eines Zweigs der alten römischen plebejischen gens Mucia. Der Name bedeutet Linkshand. Er rührt von dem Volkshelden Gaius Mucius Scaevola her, welcher der Sage nach im Jahre 508 v. Chr. seine rechte Hand bei dem fehlgeschlagenen Versuch opferte, den Etruskerkönig Lars Porsenna zu ermorden.
Zu ihren bedeutendsten Vertretern gehört, neben dem sagenhaften Volkshelden, Quintus Mucius Scaevola, angeblich Konsul im Jahre 220 v. Chr., Prätor im Jahr 215 v. Chr., auf dessen zwei Söhne die beiden im 2. und 1. Jahrhundert v. Chr. bedeutenden Zweige der Familie zurückgehen:
- Publius Mucius Scaevola (älterer Sohn des Prätors 215 v. Chr.), Konsul 175 v. Chr.;
  - dessen Sohn Publius Mucius Scaevola, Konsul 133 v. Chr.;
    - dessen Sohn Quintus Mucius Scaevola, Pontifex maximus, Konsul 95 v. Chr.
      - dessen Tochter Mucia Tertia, Ehefrau des Gnaeus Pompeius Magnus

- Quintus Mucius Scaevola (jüngerer Sohn des Prätors 215 v. Chr.), Konsul 174 v. Chr.;
  - dessen Sohn Quintus Mucius Scaevola, Augur, Konsul 117 v. Chr.

- Quintus Mucius Scaevola, Augur, Volkstribun 54 v. Chr.

Nach den Mucii Scaevolae benannt, aber nicht zu dieser Familie gehörend war Quintus Cervidius Scaevola, Jurist im 2. Jahrhundert.